# Fernando Peres
Fernando Peres da Silva (Algés, 18 gennaio 1943 – Lisbona, 10 febbraio 2019) è stato un calciatore portoghese, di ruolo centrocampista.

## Carriera
Con la nazionale portoghese ha preso parte ai Mondiali del 1966.

## Palmarès

### Club

#### Competizioni nazionali
- Campionato portoghese: 2

Sporting Lisbona: 1965-1966, 1969-1970
- Coppa del Portogallo: 3

Belenenses: 1959-1960
Sporting Lisbona: 1970-1971, 1972-1973

#### Competizioni internazionali
- Coppa Piano Karl Rappan: 1

Sporting Lisbona: 1968